# Al-Rawda
Al-Rawda (Arabisch: الروضة) is een tell, of nederzettingsheuvel, in de Syrische steppe ten oosten van Hama. Het was een grote stedelijke nederzetting met stadsmuren en verschillende tempels, bewoond tussen 2400 en 2000 v.Chr. De site wordt sinds 2002 opgegraven door een Frans-Syrisch team.